# Kitty Cheatham
Catharine Smiley Cheatham (1864 – 5 de enero de 1946), más conocida como Kitty Cheatham, fue una cantante, intérprete de monólogos y actriz estadounidense.

## Biografía
heatham nació en Nashville (Tennessee), en 1864. Su padre, Richard Boone Cheatham, fue un político de aquella zona que fue alcalde de Nashville desde 1860 hasta 1862, y su madre fue Frances Ann Bugg.
Cheatham comenzó su carrera musical a los 14 años actuando en la iglesia First Presbyterian en Nashville. Más tarde se fue a estudiar a las ciudades de Nueva York, París y Berlín.
Su debut profesional en el escenario se realizó en Londres (Inglaterra) en 1904, donde realizó interpretaciones de canciones folclóricas afroamericanas. Se le atribuye haber ayudado a preservar estas canciones tradicionales y llevarlas al público europeo. Mientras estaba en Londres, fue presentada y se hizo amiga de los miembros de la familia real británica, para quienes actuó varias veces. Sin embargo, son sus contribuciones a la música infantil por las que Cheatham es más conocida como música, ya que se hizo popular en todo el mundo al interpretar canciones e historias infantiles. Durante su carrera, actuó en Inglaterra, Francia, Alemania y los Estados Unidos, y organizó conciertos infantiles para la Filarmónica de Nueva York y la Orquesta de Filadelfia. Publicó dos colecciones de sus canciones, Kitty Cheatham: Her Book en 1915 y A Nursery Garland en 1917. Su repertorio incluyó más de 1000 canciones en nueve idiomas.
Muchas de las canciones que cantó expresaban temas del cristianismo y el patriotismo estadounidense. Miembro de la Iglesia de Cristo, Científico (y amiga de su fundadora, Mary Baker Eddy), Cheatham era muy religiosa y escribió varias publicaciones de orientación religiosa y patriótica.
Cheatham también fue una oradora que creó una serie de "conferencias ilustradas" que se centraron en sus viajes por toda Europa. El 28 de junio de 1930, fue invitada por el Alþingi, el parlamento de Islandia, a dar un discurso en las celebraciones milenarias de su país. También habló ante los delegados del Congreso Internacional de Mujeres, del que fue vicepresidenta honoraria, en Budapest (Hungría), en 1937.
Cheatham falleció el 5 de enero de 1946, en Greenwich (Connecticut). Fue sepultada en el cementerio Mt. Olivet de Nashville (Tennessee).

## Familia
Cheatham contrajo matrimonio con William Henry Thomson el 9 de junio de 1894.